# Musica barocca
Il termine Barocco fu introdotto nella storiografia per classificare le tendenze stilistiche che segnano l'architettura, la pittura e la scultura, e per estensione la poesia e la letteratura, tra il XVII secolo e la prima metà del XVIII. Il termine "barocco" fu utilizzato per definire uno stile della musica a partire dai primi del Novecento, come vediamo nel saggio di Curt Sachs Barokmusik del 1919.
In campo musicale il Barocco può essere considerato come uno sviluppo di idee maturate nel tardo Rinascimento ed è perciò difficile, e anche arbitrario, voler stabilire una netta demarcazione cronologica precisa di inizio e di fine del periodo barocco in musica.
Dal punto di vista geografico, la musica barocca ha origini in Italia, grazie al lavoro di compositori come Claudio Monteverdi, benché verso la metà del XVII secolo essa iniziasse a prendere piede e svilupparsi anche in altri paesi europei, sia attraverso i musicisti italiani (compositori, cantanti, strumentisti) che vi erano emigrati, sia attraverso i compositori autoctoni che svilupparono un autonomo indirizzo stilistico, come per esempio in Francia dalla seconda metà del XVII secolo.
Il termine "musica barocca" è rimasto convenzionalmente in uso per indicare indistintamente qualunque genere di musica evolutosi fra il tramonto della musica rinascimentale e il sorgere dello stile galante e poi di quello classico, in un arco cronologico che, secondo gli schemi di periodizzazione adottati dai maggiori dizionari e repertori bibliografici musicali andrebbe dal 1600 (prima opera giunta integra fino a noi) al 1750 (morte di Johann Sebastian Bach).
Il termine "musica barocca", pur entrato nel linguaggio comune, e la relativa periodizzazione, tuttavia, non sono praticamente più utilizzati dalla musicologia, a causa dell'estrema varietà di stili e dell'eccessiva ampiezza temporale e geografica, che non consente di vedere in modo unitario e coerente diverse manifestazioni dell'arte musicale. Del problema era già cosciente il musicologo Manfred Bukofzer che nel 1947 pubblicò il libro Music in the Baroque Era from Monteverdi to Bach, a lungo rimasto manuale di riferimento, in cui significativamente preferiva parlare, già dal titolo, di Musica nell'età barocca e non di "musica barocca". In altre parole per Bukofzer la musica barocca, intesa come uno stile unitario ed organico, non esisteva. Per questo motivo proponeva di adottare, invece, il criterio della distinzione tra i tre grandi stili che attraversano la musica occidentale tra la fine del Seicento e la prima metà del Settecento: lo stile concertante italiano, lo stile contrappuntistico tedesco e lo stile strumentale francese; operando, poi, un'ulteriore bipartizione, ovvero quella tra idioma strumentale e idioma vocale. Esso tuttavia presuppone una rigida visione dei fenomeni musicali legati a un'ideologia nazionalistica di stampo ottocentesco, contraddetta dai fatti storici, che non tiene in debito conto la circolazione di idee, pratiche sociali e musicali, come pure di musicisti e musiche nell'Europa del XVII e XVIII secolo. Nel 1982, in un volume della Storia della musica a cura della Società Italiana di Musicologia, dedicato alla musica del XVII secolo, il musicologo Lorenzo Bianconi rifiutava di usare il termine "barocco" o anche "musica dell'età barocca", a motivo dei fenomeni diversi e antitetici, e dell'eterogeneità di tante correnti e tradizioni che caratterizzano la musica di quell'epoca storica.
In generale, oggi, in campo musicologico più che di "musica barocca" si preferisce talvolta parlare di "musica del Seicento", estendendo questa periodizzazione non soltanto alle musiche prodotte nel XVII secolo, ma anche a quelle di compositori nati in quel secolo, oppure di scorporare il primo Settecento, definendolo come "l'età di Bach e Handel", massimi compositori dell'epoca, legati al linguaggio musicale ereditato dal Seicento e a una scrittura fondata sul contrappunto, pur fondato sulla moderna tonalità e sull'armonia che ne consegue, e sul suo sfruttamento in senso espressivo. La musica dei due sommi compositori tedeschi è caratterizzata da elementi tanto dello stile italiano che francese, da loro magistralmente assorbiti, elaborati e adoperati in modo originale nella loro produzione.

## Problemi di definizione
Il termine "barocco" dal latino verruca (escrescenza) compare nelle lingue neolatine del XVI e XVII secolo (berruecca in portoghese, barrucco in spagnolo, baroque in francese) a indicare perle o pietre preziose deformi o irregolari. Barocco divenne una categoria estetica nella cultura francese del Settecento per giudicare opere d'arte ritenute eccessivamente innaturali, irregolari, forzate, ampollose. In campo musicale fu il filosofo Jean-Jacques Rousseau, nel suo Dictionnaire de musique (1768), a parlare di musique baroque, per definire un genere di musica in cui «l'armonia è confusa, sovraccarica di modulazioni e dissonanze, il canto duro e poco naturale, l'intonazione difficile e il movimento forzato». Principale bersaglio dell'aspra critica erano le musiche delle opere di Rameau, Lully e di altri francesi, il cui stile veniva contrapposto alla naturalezza di quello dell'opera italiana; ma la critica avrebbe potuto essere rivolta anche alle musiche di Bach e Händel. In effetti, pur senza usare il termine "barocco" il critico musicale tedesco Johann Adolph Scheibe nel 1737, con parole simili a quelle di Rousseau, aveva rivolto pesanti critiche a Bach, la cui musica, a suo dire, "ampollosa e confusa", aveva "soffocato la naturalezza e oscurato la bellezza" con una scrittura troppo complessa e artificiosa.
In questo senso l'opera italiana del pieno Settecento, e in particolar modo l'opera cosiddetta "napoletana", che dominò le scene europee a partire dagli anni Trenta del XVIII secolo, grazie proprio alla naturalezza del canto e al prevalere di un'armonia facile all'ascolto sul contrappunto, non può propriamente rientrare nell'ambito della musica barocca, essendo ad essa contrapposta nel giudizio dei contemporanei. Celebre è lo sferzante ma esemplificativo giudizio che nel 1745 Händel diede sull'emergente operista Christoph Willibald Gluck, una delle figure di spicco del teatro musicale di quel secolo: «[Gluck] non sa di contrappunto più del mio cuoco Waltz».
La definizione di "musica barocca" formulata da Rousseau, riferita a un particolare stile compositivo che appariva ormai superato nell'estetica musicale del Settecento, fu fatta propria da uno dei maggiori teorici tedeschi, Heinrich Christoph Koch che nel suo Musikalisches Lexicon (1802) riprese quasi alla lettera la definizione del filosofo francese. In senso svalutativo, "barocco" continuò ad essere usato per definire espressioni d'arte, ma anche di musica, che si discostavano dai canonici estetici fissati da critici e teorici tra la fine del XVIII e la prima metà del XIX secolo.
Fu soltanto dalla seconda metà del XIX secolo che il termine barocco passò ad indicare lo stile artistico di un'epoca successiva al Rinascimento. Jacob Burckhardt, nel suo manuale Il Cicerone (1855), dedicò un capitolo all'arte post-michelangiolesca, intitolato Stile barocco, rimarcandone gli aspetti di decadenza rispetto al Rinascimento. Verso la fine dell'Ottocento, Heinrich Wölflin riprese il termine in senso storico, più neutro e non svalutativo, e propose anche di allargare il suo uso alla letteratura e alla musica nel suo saggio Rinascimento e Barocco (1888). Nel barocco Wölflin vedeva uno stile non necessariamente legato a un'epoca, caratterizzato da elementi stravaganti, bizzarri, eccessivi, esuberanti, in contrapposizione a elementi quali ordine, equilibrio, proporzione, simmetria che denotavano lo stile classicistico. In campo musicologico Curt Sachs, nel saggio Barockmusik (1919), si richiamò alle posizioni di Wölflin sullo stile barocco in arte e in letteratura, applicandole in maniera sistematica alla musica: Sachs, in una prospettiva di stampo positivistico, tipica della musicologia del suo tempo, si sforzava di delineare le caratteristiche specifiche dello stile barocco in musica (per esempio, l'uso dell'ornamentazione, della variazione della melodia, oppure la scrittura monodica con basso continuo) cercando di metterle in rapporto con le novità stilistiche della pittura barocca. Questo tipi di classificazioni dello stile sulla base di caratteristiche interne alle composizioni ha comportato che alcuni studiosi nella prima metà del Novecento identificassero il barocco in musica con "l'età del basso continuo", sebbene tale pratica perdurasse a lungo nel XVIII secolo, anche in musiche di stile completamente diverso (galante, classico).
Tuttavia, tale periodizzazione rimane questione controversa e condizionata dagli inevitabili mutamenti estetici nel corso del tempo. Molti musicologi sono oggi consapevoli di quanto sia improduttivo lo sforzo di inquadrare sotto un unico concetto storico-estetico un secolo e mezzo di produzione musicale, sviluppatosi attraverso pratiche, musicali e sociali, caratteri e momenti sensibilmente diversi tra un paese europeo e l'altro. Basti pensare alla marcata differenza tra lo stile italiano e quello francese, ben evidenziata fin dalla seconda metà del Seicento negli scritti di critici, letterati e memorialisti d'Oltralpe, che mettevano a confronto musica italiana e francese, come quelli di François Raguenet e Jean-Laurent le Cerf de la Vieville. Ancor più improduttivo appare lo sforzo di creare a tutti i costi una periodizzazione della "musica barocca" o "dell'età barocca", in modo da farla forzatamente combaciare con quelle di altre espressioni artistiche, come la pittura, l'architettura e la poesia.

## Caratteristiche generali
La musica barocca, in analogia con le altre forme d'arte del tempo, puntava a stupire e divertire l'ascoltatore. I caratteristici elementi della produzione musicale di questo periodo sono i cambi repentini di tempo, i passaggi di grande virtuosismo strumentale o vocale e l'uso del contrappunto e della fuga, oltre a uno sviluppato senso dell'improvvisazione.

### Il barocco colossale
Lo stile "barocco colossale" è un nome che è stato coniato per descrivere un numero di composizioni dal XVII al XVIII secolo scritte in una maniera opulenta, sontuosa e in larga scala. Inoltre in questi lavori venne fatto uso di tecniche policorali e spesso erano caratterizzati da una dotazione di strumenti quantitativamente superiore alla media dell'epoca. Il primo barocco colossale fu uno stile italiano, nato per rappresentare i successi della controriforma. I pezzi erano tipicamente a 12 o più parti, ma è evidente che non sempre gli aspetti policorali interessavano il largo spazio (ad esempio nel Exultate Omnes di Vincenzo Ugolini ci sono passaggi a tre per tutti i soprani, tenori e contralti; questo sarebbe apparso assurdo suonarlo in un ampio spazio). Tuttavia alcuni lavori vennero piacevolmente eseguiti dai cantanti e dagli strumentisti nella Cattedrale di Salisburgo.
Un altro compositore del barocco colossale fu Orazio Benevoli, il quale fu confuso con Heinrich Ignaz Franz Biber e Stefano Bernadi come compositore della Missa Salisburgensis.
La musica del barocco colossale fu una parte filosofica della controriforma e si diffuse oltralpe, nell'arciducato d'Austria, a Vienna e Salisburgo, dove le composizioni a più parti furono scritte per le occasioni particolare, anche se non vennero pubblicate impedendoci oggi la conoscenze di numerosi lavori prodotti da maestri italiani come Valentini (alcuni per 17 cori), Priuli, Bernardi (la messa per la consacrazione della Cattedrale di Salisburgo) e altri.

## Storia

### Primo barocco
La Camerata de' Bardi fu un gruppo di umanisti, musicisti, poeti e intellettuali della Firenze tardorinascimentale che si raccolsero attorno al patronato di Giovanni Bardi, conte di Vernio, per discutere e influenzare la moda artistica dell'epoca, soprattutto nella musica e nel teatro. Per ciò che riguarda la musica, i loro ideali si basavano sulla ricezione del valore del discorso e dell'orazione nella musica del teatro classico, in particolare greco. La Camerata rifiutava perciò l'uso che gli autori a essa contemporanei facevano della musica strumentale e della polifonia, creata da linee melodiche indipendenti, e ripresero in considerazione mezzi musicali dell'Antica Grecia come la monodia, che consisteva in una linea di canto solista accompagnata dalla cetra. Una prima realizzazione di tali idee estetiche è rappresentata dalle opere Dafne, prima composizione in assoluto a poter essere definita opera, ma andata perduta, ed Euridice, prima opera conservata, di Jacopo Peri.
Nella teoria della musica del tempo si diffuse l'uso del basso cifrato, definendo l'inizio dell'importantissimo ruolo dell'armonia nella composizione musicale, anche come fondamento verticale della stessa polifonia. L'armonia può essere considerata come il risultato ultimo del contrappunto, essendo il basso cifrato una rappresentazione grafica delle armonie comunemente impiegate nell'esecuzione.

## Musica strumentale

### Il concerto
Il termine concerto grosso indica una prassi della musica sacra del XVII secolo, che prevede la suddivisione delle voci e degli strumenti in due gruppi: uno formato da pochi e scelti solisti, detto "concertino"; l'altro formato da un più numeroso gruppo vocale e/o strumentale, detto "ripieno" o appunto "concerto grosso". Benché tale prassi sia descritta da Lodovico da Viadana nei suoi Salmi a quattro cori (1612), dalla metà del Seicento circa, essa fu utilizzata nella musica sacra per soli e coro di ripieno. In seguito tale genere di scrittura fu applicato anche agli accompagnamenti strumentali delle arie, dividendo gli strumenti in "Soli", nella concertazione con la voce, e "Tutti" nei ritornelli a inizio e fine strofa, come si vede per esempio nella musica di Alessandro Stradella e Bernardo Pasquini.
Verso il 1680 o poco prima la prassi fu introdotta nella musica strumentale da Arcangelo Corelli, che la sperimentò essendo spesso chiamato a dirigere, come primo violino, orchestre molto più grandi dell'ordinario, di 50, 100 e perfino 150 elementi. Nei suoi aspetti strutturali il concerto grosso richiama l'organizzazione in più movimenti della coeva sonata a tre, anche nella suddivisione nei due generi "da chiesa" e "da camera".
I concerti composti da Corelli nell'arco di un trentennio furono da lui dati alle stampe nella raccolta Concerti grossi, op.6, uscita postuma ad Amsterdam nel 1714. I dodici concerti grossi della raccolta sono l'esempio più alto del genere: la musica è ripartita tra un gruppo di solisti (nel caso di Corelli, due violini e un violoncello) detto "concertino" o "soli" che si contrappone all'intero corpo dell'orchestra, detto "grosso" o "tutti". Non si ha una contrapposizione generica basata sul semplice contrasto di sonorità, ma una rigorosa divisione del lavoro: al "grosso" spetta l'esposizione del ritornello, al "concertino" gli episodi solistici, secondo un'articolazione che verrà poi ripresa anche dal concerto solistico. 
Generalmente si individua in Giuseppe Torelli e Antonio Vivaldi rispettivamente l'inventore e il massimo divulgatore del concerto solistico, ossia l'evoluzione del "concerto grosso" verso una forma musicale che prevede uno o più strumenti solisti ai quali è assegnata una parte "obbligata".

### La suite
La forma della suite si origina dalla pratica di accompagnare e sostenere la danza con un numero più o meno elevato di voci o di strumenti, ma il termine suite appare per la prima volta in una raccolta pubblicata dal compositore francese Philippe Attaignant nel 1529. La pratica di codificare in modo rigoroso la denominazione e la successione delle diverse danze è, però, molto posteriore e si verifica quando la suite diventa una successione di brani con carattere di danze puramente immaginarie, perché indirizzate al solo ascolto. Si deve a Johann Jakob Froberger, allievo di Girolamo Frescobaldi, la riduzione della suite alle sue quattro danze "di base" (allemanda, corrente, sarabanda e giga) e sarà questo il modello di base che seguirà Johann Sebastian Bach solo per alcune delle sue suites (le sue Suites Inglesi, ad esempio, sono articolate in otto danze).
In alcuni tipi di suite un preludio dà inizio alla successione delle danze, in casi eccezionali si ha un'ouverture, un preambolo, una fantasia o una toccata.
Fra la sarabanda e la giga si possono ritrovare danze come la gavotta, la siciliana, la bourrée, la loure, il minuetto, la musetta, la doppia e la polacca, mentre dopo la giga le danze ordinariamente sono la passacaglia e la ciaccona.

### La sonata
Il modello originario della sonata appare a Venezia verso la fine del Cinquecento, grazie agli organisti e ai violinisti che prestano servizio presso la Cappella della Basilica di San Marco, ma l'idea di una forma strumentale totalmente autonoma dalla musica vocale prende piede nell'altro grande centro musicale dell'Italia del tempo: la Basilica di San Petronio a Bologna. È qui che l'ordito contrappuntistico della sonata rinascimentale si scioglie nelle sue due polarità nascoste: da un lato il basso continuo, dall'altro il libero gioco improvvisativo delle voci superiori. Nascono così i prototipi delle cosiddette "sonata a solo" e "sonata a tre", i cui organici sono costituiti dal basso continuo e rispettivamente da uno e due strumenti melodici. A partire dalla seconda metà del Seicento la sonata si divide in due forme complementari: da un lato la "sonata da chiesa", inizialmente destinata a sostituire le parti mancanti della liturgia vocale e dunque caratterizzata da una severa scrittura contrappuntistica, dall'altro la "sonata da camera", indirizzata originariamente all'intrattenimento e quindi segnata dalla scrittura ritmico-melodica tipica delle forme di danza. Uno dei compositori più noti di sonata barocca è Domenico Scarlatti, autore di ben 555 sonate per clavicembalo solista.

## Musica vocale

### L'opera
L'opera nasce a Firenze nella Camerata de' Bardi verso la fine del XVI secolo e, grazie a Claudio Monteverdi, ha enorme diffusione in età barocca, affermandosi soprattutto a Roma, a Venezia e, successivamente (a partire dagli ultimi decenni del Seicento), a Napoli. Spettacolo inizialmente riservato alle corti, e dunque destinato ad una élite di intellettuali e aristocratici, acquista carattere di intrattenimento a partire dall'apertura del primo teatro pubblico nel 1637: il Teatro San Cassiano di Venezia.
Alla severità dell'opera degli esordi, ancora permeata dell'estetica tardo-rinascimentale, subentra allora un gusto per la varietà delle musiche, delle situazioni, dei personaggi, degli intrecci; mentre la forma dell'aria, dalla melodia accattivante e occasione di esibizione canora, ruba sempre più spazio al recitativo dei dialoghi e, di riflesso, all'aspetto letterario, il canto si fa sempre più fiorito. Fra i massimi rappresentanti italiani dell'opera di età barocca possiamo citare Francesco Cavalli (Il Giasone e L'Ercole amante) e Alessandro Scarlatti (Il Tigrane e Griselda).
Nel frattempo Jean-Baptiste Lully, un compositore italiano emigrato in Francia, dà vita all'opera francese. In essa la tipica cantabilità italiana, poco adatta alla lingua francese, è abbandonata a favore di una più rigorosa interpretazione musicale del testo.
Lo stile di canto, più severo e declamatorio, è prevalentemente sillabico. Ulteriori elementi di differenziazione rispetto al modello italiano sono costituiti dall'importanza assegnata alle coreografie e dalla struttura in cinque atti, che l'opera seria francese conserverà fino a tutto il XIX secolo. Nacquero così la tragédie-lyrique e l'opéra-ballet.
Nel Settecento l'opera italiana è riformata dai poeti Apostolo Zeno e Pietro Metastasio, che stabiliscono una serie di canoni formali relativi all'impianto drammaturgico, come alla struttura metrica delle arie, applicando le cosiddette unità aristoteliche e dedicandosi esclusivamente al genere serio.
La scelta di Zeno e Metastasio di escludere ogni elemento comico dal teatro musicale serio determina la nascita dell'opera comica, dapprima in forma di intermezzo, poi come opera buffa.

### La cantata
La cantata è una forma musicale vocale di origine italiana tipica della musica barocca, formata da una sequenza di brani come arie, recitativi, concertati, cori e brani strumentali. Ha una certa affinità con l'opera barocca, ma l'esecuzione avviene senza apparato scenico e senza costumi e lo spettacolo è di dimensioni minori.
Le cantate possono essere sacre (o da chiesa), ispirate perlopiù a vicende tratte da eventi delle Sacre Scritture o dalle preghiere e inni della liturgia cristiana come il Kyrie o Gloria, oppure profane (o da camera), solitamente con soggetto mitologico o storico, in latino o in volgare.
In Italia i maggiori compositori di cantate sono stati Giacomo Carissimi, Alessandro Scarlatti, Giovanni Bononcini, Antonio Caldara e Antonio Vivaldi, mentre in Germania furono Johann Sebastian Bach, Georg Friedrich Haendel, Georg Philipp Telemann e Dietrich Buxtehude.

#### La cantata da chiesa tedesca
Il concetto di "cantata sacra" è estraneo al lessico di Johann Sebastian Bach: il termine è stato infatti coniato soltanto nel XIX secolo per indicare sommariamente le composizioni da chiesa settecentesche su testo spirituale, ispirato alle Sacre Scritture, intonate da coro e solisti con accompagnamento di strumenti. Una svolta nella storia della cantata da chiesa tedesca è segnata dalla pubblicazione nel 1704 di un'antologia di testi per le cantate da chiesa del pastore protestante Erdmann Neumeister. Ispirandosi alle forme poetiche dell'opera, dell'oratorio e della cantata, secondo l'uso italiano, Neumeister articolò i versi dei suoi testi in arie, recitativi, concertati e cori, fornendo a ciascun compositore un modello formale comodo da mettere in musica secondo lo stile del tempo. Johann Sebastian Bach seguì in molti casi il modello della "cantata" offerto da Neumeister, anche se impiegò anche altri modelli, più tradizionali, come per esempio le cosiddette "cantate-corali", in cui utilizza il testo di un corale luterano, suddiviso in più numeri ognuno dei quali coincidente con una strofa del testo.
In origine il termine "corale" indicava generalmente il canto monodico non accompagnato dalla liturgia cristiana. Con l'avvento della riforma luterana la parola viene ad indicare il canto, anch'esso monodico, proprio della chiesa luterana e delle altre confessioni cosiddette "protestanti". Il cuore musicale della riforma luterana è costituito da un nuovo corpus di canti monodici, spesso di estrema semplicità e concentrazione melodica. I testi appartengono alla lingua della liturgia riformata, il tedesco, e abbandonano definitivamente il tradizionale latino dei padri della chiesa cattolica. I nuovi "corali" possono essere intonati choraliter, in forma monofonica, oppure figuraliter, in forma polifonica, grazie alla semplice armonizzazione della linea vocale di base. Di questa prassi, in uso sin dalla metà del Cinquecento, si avvarranno nei secoli successivi tutti i compositori tedeschi al servizio delle comunità luterane, compreso J.S. Bach. Generalmente, anche se con numerose eccezioni, le Kirchenkantaten di J.S. Bach si aprono con un corale intonato in forma non polifonica, seguono poi arie, recitativi e concertati, e si concludono con un corale armonizzato a quattro o cinque voci oppure con un coro.

### L'oratorio
Genere di cantata, sviluppatosi a partire dagli inizi del XVII secolo, specificamente destinato a rendere più attrattive e solenni delle riunioni di preghiera e predicazione, che si tenevano, al di fuori della liturgia, negli oratori di confraternite o congregazioni religiose. Dal luogo originario d'esecuzione questo genere di cantata prese il nome di oratorio. Come altre forme di poesia per musica, l'oratorio presenta versi per i recitativi e per le arie, e talvolta per i cori. I soggetti dei testi sono spesso tratti dalle Sacre Scritture, in cui i personaggi portano avanti un'azione drammatica solo con il canto, ma non recitandola in scena e senza costumi. Esistono anche oratori profani di soggetto mitologico o storico. Generalmente i testi sono in volgare, anche se esiste una minoranza di oratori in latino. Tra i maggiori compositori di oratori ci sono: Giacomo Carissimi, Bernardo Pasquini, Giovanni Bicilli, Giovanni Legrenzi, Alessandro Stradella, Giovanni Paolo Colonna, Giacomo Antonio Perti, Alessandro Scarlatti, Giovanni Battista Pergolesi, Marc-Antoine Charpentier, Heinrich Schütz, Johann Sebastian Bach, George Frideric Handel e Johann Adolf Hasse.

## Gli strumenti nella musica barocca
In epoca barocca ebbero un ruolo particolarmente importante gli strumenti d'armonia dedicati all'esecuzione del basso continuo, che è il vero denominatore comune di tutta la produzione musicale. Fra questi, i due di uso prevalente erano l'organo e il clavicembalo (ai quali è dedicata, inoltre, una vastissima letteratura solistica; ne sono un semplice esempio le 555 sonate per clavicembalo di Domenico Scarlatti oppure L'Art de Toucher le Clavecin di François Couperin). Il basso continuo, tuttavia, era anche realizzato dalla tiorba, dall'arpa e occasionalmente dal regale; era prassi frequente che più strumenti (ad esempio organo e tiorba) concorressero all'esecuzione del basso continuo, soprattutto in compagini orchestrali o corali numerose.
Fra gli strumenti a corda erano pure molto diffusi, sia come strumenti solisti che come strumenti d'accompagnamento, il liuto e la chitarra. Il clavicordo, per contro, era apprezzato ma era destinato a un uso esclusivamente solistico.
Per quanto riguarda gli strumenti melodici, nel passaggio dal Rinascimento all'epoca barocca si riscontra una generale riduzione nella varietà di strumenti utilizzati: mentre nel XVI secolo praticamente ogni strumento melodico, sia a fiato che a corde, era costruito in taglie differenti, che riproducevano le diverse estensioni vocali (e spesso erano indicate con i termini "soprano", "contralto", "tenore e "basso"), nel corso della prima metà del XVII secolo, con la nascita di una vera e propria letteratura strumentale idiomatica, in ciascuna "famiglia" di strumenti fu privilegiata un'unica taglia. L'unica rilevante eccezione è costituita dalle viole da braccio, per le quali si consolidarono le quattro versioni che tuttora conosciamo (violino, viola, violoncello e contrabbasso).
A fianco della famiglia degli archi, che costituivano l'elemento irrinunciabile di ogni insieme orchestrale, gli strumenti più frequentemente usati fra quelli acuti erano:
- il cornetto, che nella prima metà del XVII secolo contendeva al violino il ruolo di strumento solistico e virtuosistico per eccellenza;
- l'oboe, discendente diretto dal contralto della bombarda rinascimentale; erano usate, per particolari effetti timbrici, anche versioni di taglia maggiore e con alcune peculiarità costruttive, dette oboe d'amore e oboe da caccia;
- il flauto dolce, prevalentemente nella taglia di "contralto" (in sol nella prima parte del XVII secolo, in fa successivamente);
- il flauto traverso, nella taglia in re. Sia il flauto traverso che il flauto dolce subirono rilevanti modificazioni costruttive rispetto alle versioni rinascimentali: in particolare, nella seconda metà del XVII secolo si iniziò a costruire questi strumenti in più parti smontabili (tre o quattro), per permettere agli strumentisti di adeguare l'intonazione dello strumento ai diversi "la" che coesistevano.

Fra gli strumenti gravi:
- la viola da gamba (nella taglia di basso, anche se era occasionalmente impiegata anche nella taglia di dessus: in Inghilterra il consort di viole da gamba, che includeva tutte le taglie, era tuttavia ancora in auge nel XVII secolo);
- la lira da gamba, detta semplicemente lira, strumento ad arco che permetteva l'accompagnamento armonico dei brani a voce sola di particolare espressività, come i "lamenti".
- il trombone;
- il fagotto, discendente diretto del basso della famiglia delle dulciane;

Nell'orchestra barocca erano spesso presenti anche la tromba e dall'inizio del XVIII secolo il corno (all'epoca, entrambi senza pistoni); fra gli strumenti a percussione acquistarono un ruolo di particolare importanza i timpani.
Accanto a questi strumenti di largo uso sia come strumenti solistici che nell'orchestra, in epoca barocca godettero di occasionale popolarità nell'ambito di specifiche scuole o mode musicali:
- il mandolino;
- la viola d'amore, viola da braccio con corde aggiuntive di risonanza;
- la viola da gamba
- lo chalumeau, antecedente diretto del clarinetto;
- la musette de cour (piccola cornamusa con mantice) e la ghironda, strumenti che evocavano atmosfere "pastorali".
- il serpentone (basso della famiglia dei cornetti) e il fifre (flauto traverso ottavino), nonché il tamburo, specie nelle bande militari e più tardi in quelle civiche.

## Compositori più noti
I compositori del periodo barocco più noti al grosso pubblico, grazie ad una vasta produzione concertistica e discografica nel corso degli ultimi cinquant'anni, sono gli italiani Claudio Monteverdi, Giacomo Carissimi, Bernardo Pasquini, Alessandro Scarlatti e il figlio Domenico, Antonio Vivaldi, i tedeschi Bach e Händel e l'inglese Purcell. Numerosi altri compositori di grandissima notorietà ai loro tempi come Girolamo Frescobaldi, Heinrich Schütz, Arcangelo Corelli, Dietrich Buxtehude e Georg Philipp Telemann, nonché tutti i maggiori compositori della Scuola Francese Jean-Baptiste Lully, François Couperin, Marc-Antoine Charpentier, Marin Marais, Jean-Philippe Rameau ecc.), pur avendo avuto un'importanza storica e artistica non inferiore a quelli precedentemente citati, sono oggi familiari a un pubblico relativamente più ristretto. È soprattutto nel campo operistico che la ricchezza di nomi e di influenze è vastissima: essendo l'opera la principale fonte di successo per la maggior parte degli autori del tempo, anche la produzione ad essa collegata è praticamente sconfinata, e non è raro che vengano riscoperti lavori di notevole valore artistico, anche di compositori che fino ai nostri giorni erano meno rimasti pressoché sconosciuti alla ricerca musicologica.
Celebri operisti furono certamente (oltre ai già citati Claudio Monteverdi, Jean-Baptiste Lully, Pier Francesco Cavalli, Alessandro Scarlatti, Händel, Vivaldi e Purcell) Alessandro Stradella, Bernardo Pasquini, Giovanni Battista Pergolesi, Leonardo Leo, Antonio Caldara, Nicola Porpora e Jean-Philippe Rameau. Molti appartengono alla Scuola musicale napoletana, che fu fra le più influenti e alla moda a partire dal terzo decennio del XVIII secolo. Da quell'epoca Napoli si impose, infatti, come uno dei massimi centri operistici europei, contendendo a Venezia un primato che la città lagunare aveva sempre avuto in Italia.
Nel XVII secolo Roma fu uno dei principali centri dell'opera italiana, contribuendo in modo determinante allo sviluppo del genere e delle sue convenzioni fin dagli albori. Diversamente da altri centri, come Venezia che dal 1637 aveva sviluppato un sistema di teatri pubblici ovvero per un pubblico pagante, a Roma gli spettacoli operistici prosperarono soprattutto nei teatri delle famiglie aristocratiche, come i Barberini, nella prima metà del XVII secolo e i Colonna nella seconda metà, che realizzarono teatri nei loro stessi palazzi. A Roma, nel corso del Seicento, si formarono numerosi compositori e cantanti d'opera, che furono attivi anche nei teatri di altre città italiane ed europee. A Roma si formò, tra gli altri, Alessandro Scarlatti, poi attivo nei teatri di Venezia, Firenze e Napoli. In Italia, sulla scia dell'esempio veneziano, l'attività dei teatri d'opera aperti al pubblicosi diffuse, a partire dalla metà del XVII secolo, anche in altri centri come Bologna, Firenze, Genova, Pisa, Livorno, Modena, Ferrara, Parma, Napoli, Palermo, Milano ecc., attraverso modelli di gestione dei teatri adattati alla diversa struttura sociale e politica locale. Nel resto dei paesi europei la vita operistica ruotava generalmente attorno a una corte. in forma quasi esclusiva (Parigi e Madrid) o prevalente (Vienna e Londra). Solo in Germania gli spettacoli operistici si articolavano su modelli non troppo dissimili da quelli italiani, con città di grandi e medie dimensioni che fin dal XVII secolo si erano dotate di strutture teatrali adeguate, anche private. A Monaco di Baviera fu aperto un teatro stabile fin dal 1657 (l'Opernhaus am Salvatorplatz rimasto in funzione fino al 1822), ad Amburgo si inaugurò nel 1678 il primo teatro pubblico tedesco e Dresda si impose fin dai primi decenni del Settecento come una piazza di prim'ordine.
In tutta Europa (ad eccezione della Francia che aveva sviluppato un proprio genere di teatro per musica, la tragédie-lyrique), dominò comunque, durante tutta l'età barocca e per tutto il Settecento, l'opera italiana, che si impose come fenomeno transnazionale, al punto che tra i maggiori compositori del genere possiamo indicare tre compositori d'area germanica, quali Händel, Gluck e Mozart. L'Italia possedeva all'epoca buoni conservatori musicali e le più importanti compagnie liriche erano formate in maggiore o minor misura da interpreti italiani. I compositori italiani venivano contesi dalle corti europee e quelli di altri paesi dovettero quasi sempre orientare la propria produzione secondo le consuetudini e lo stile dell'opera italiana. Soprattutto a Vienna, la cultura italiana dominò nel XVII e per buona parte del XVIII secolo. I poeti di corte, autori dei libretti d'opera, erano sempre italiani; basti ricordare Apostolo Zeno e Pietro Metastasio; come pure i maestri di cappella; basti ricordare i nomi di Antonio Caldara e Antonio Salieri.

### Claudio Monteverdi

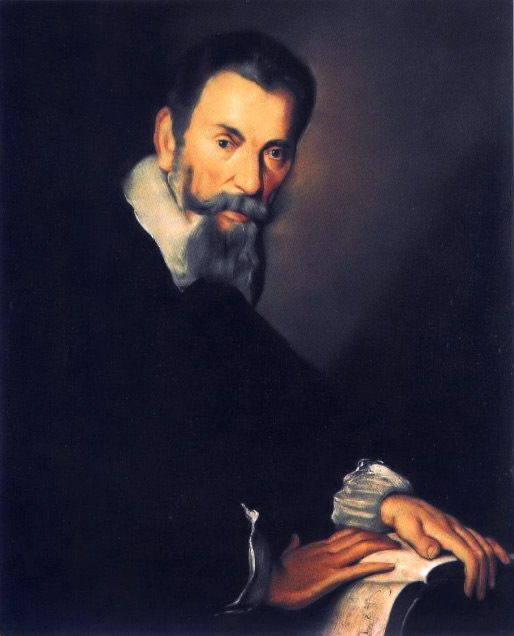
Claudio Monteverdi

Claudio Monteverdi (Cremona, 9 maggio 1567 – Venezia, 29 novembre 1643) fu il primo grande operista nella storia della lirica e viene oggi unanimamente considerato tra i massimi compositori di ogni epoca.
Fu il creatore del linguaggio lirico, un linguaggio che doveva esaltare la voce umana ed essere in funzione della verità dell'espressione. L'Orfeo (1607) di Monteverdi è la prima opera, nella storia del melodramma in musica, degna di tale nome. In essa Monteverdi riesce a fondere perfettamente i vari generi di intrattenimento, dai canti madrigaleschi, alle scene a sfondo pastorale, passando per le musiche suonate a corte in occasione di feste e balli, sublimandoli con la sua arte e mettendoli al servizio di un coerente sviluppo drammaturgico. I personaggi acquistano, ne L'Orfeo, una dimensione e uno spessore nuovi e delle connotazioni di dolente umanità. Con Il ritorno d'Ulisse in patria (1640) e L'incoronazione di Poppea (1643), Monteverdi si rivela ancora una volta artista dall'ispirazione ricca e multiforme e dalle tecniche musicali e armoniche raffinatissime. Dà infatti vita a una nuova sublime creazione, animata da un profondo patetismo ed espressione di una perfezione formale, sia sotto il profilo musicale sia drammaturgico, che per lungo tempo resterà ineguagliata.
Monteverdi fu anche compositore di madrigali, ascrivibili a un genere che con lui raggiunse la propria espressione più alta e di musica strumentale e sacra (celebre il suo Magnificat composto per Papa Pio V)

### Henry Purcell

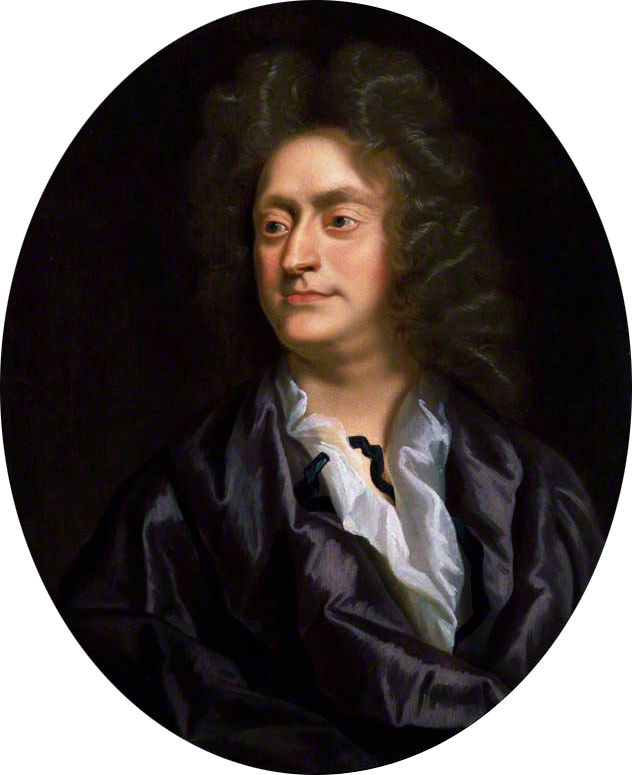
Henry Purcell

Henry Purcell (Westminster, Londra, 10 settembre 1659 – Westminster, Londra, 21 novembre 1695) è stato uno dei più grandi compositori britannici. Durante gli ultimi anni della sua vita scrisse alcune opere teatrali come Dido and Æneas, Prophetess, King Arthur, The Indian Queen, Timon of Athens, The Fairy Queen e The Tempest. Compose anche della musica notevole per gli anniversari di compleanno e per il funerale della Regina Maria II.

### Antonio Vivaldi

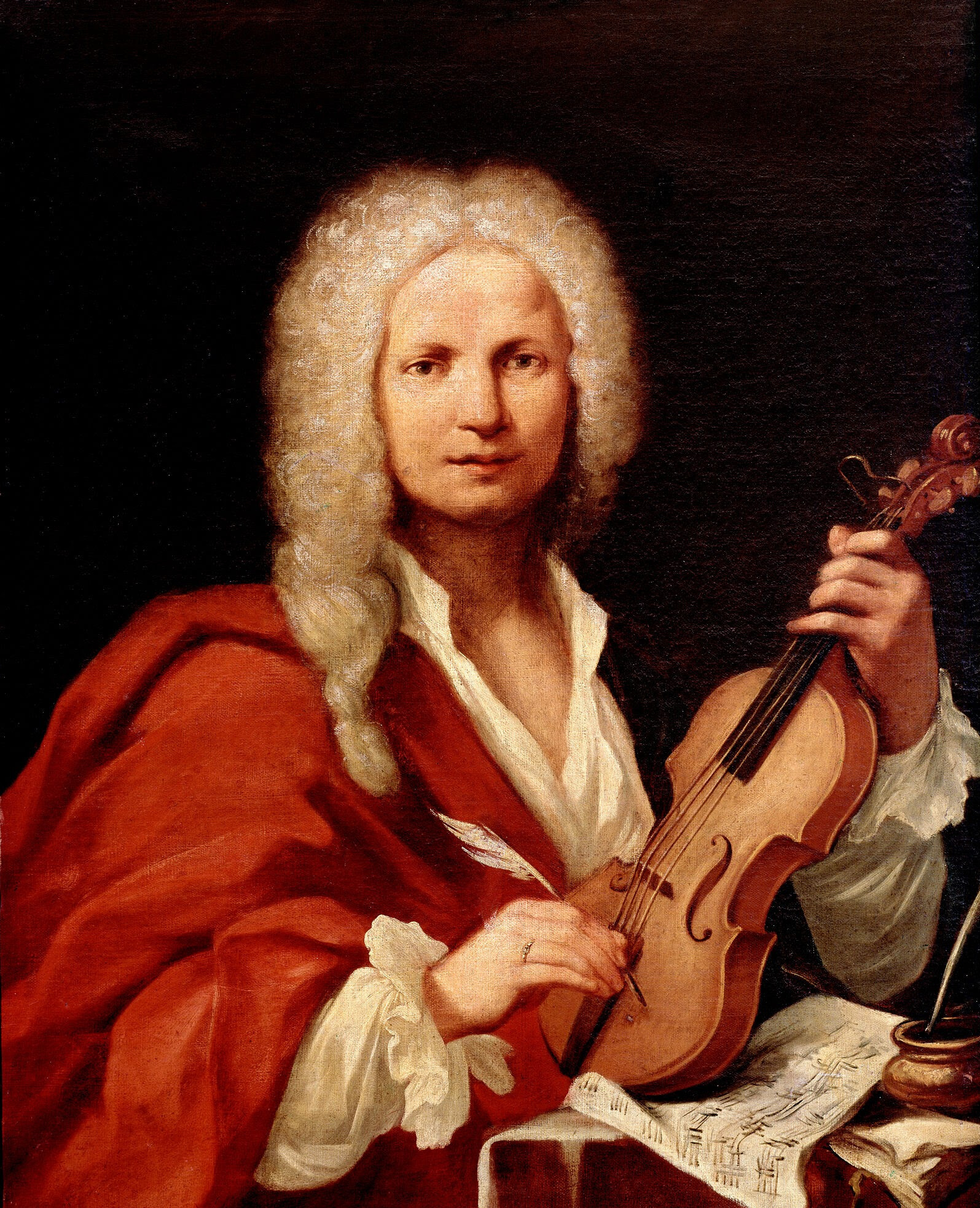
Antonio Vivaldi

Antonio Vivaldi (Venezia, 4 marzo 1678 – Vienna, 28 luglio 1741) è un celebre violinista e compositore del periodo barocco. Fu anche un sacerdote, e per tale motivo – e per il colore dei suoi capelli – venne soprannominato "Il prete rosso".
La sua composizione più nota sono i quattro concerti per violino e orchestra conosciuti come Le quattro stagioni, celebre e straordinario esempio di "musica a programma".
Il recupero della sua opera è un fatto relativamente recente e viene individuato nella prima metà del XX secolo. Avvenne grazie soprattutto agli sforzi di Alfredo Casella, il quale nel 1939 organizzò la Settimana di Vivaldi, evento che viene ricordato come storico in quanto, da allora, le opere del compositore veneziano hanno riscosso pieno successo.
Innovando dal profondo la musica dell'epoca, Vivaldi diede più evidenza alla struttura formale e ritmica del concerto solistico, cercando ripetutamente contrasti armonici e inventando temi e melodie inconsuete. Il suo talento consisteva nel comporre una musica non accademica, chiara ed espressiva, tale da poter essere apprezzata dal grande pubblico e non solo da una minoranza di specialisti.
Vivaldi è considerato uno dei maestri della scuola barocca italiana, basata sui forti contrasti sonori e sulle armonie semplici e suggestive. Johann Sebastian Bach fu profondamente influenzato dalla forma del concerto vivaldiano: egli trascrisse alcuni concerti per clavicembalo solo e per organo solo e uno per quattro clavicembali e orchestra, ovvero il famoso Concerto per quattro violini e violoncello, archi e continuo (RV 580).

### Johann Sebastian Bach

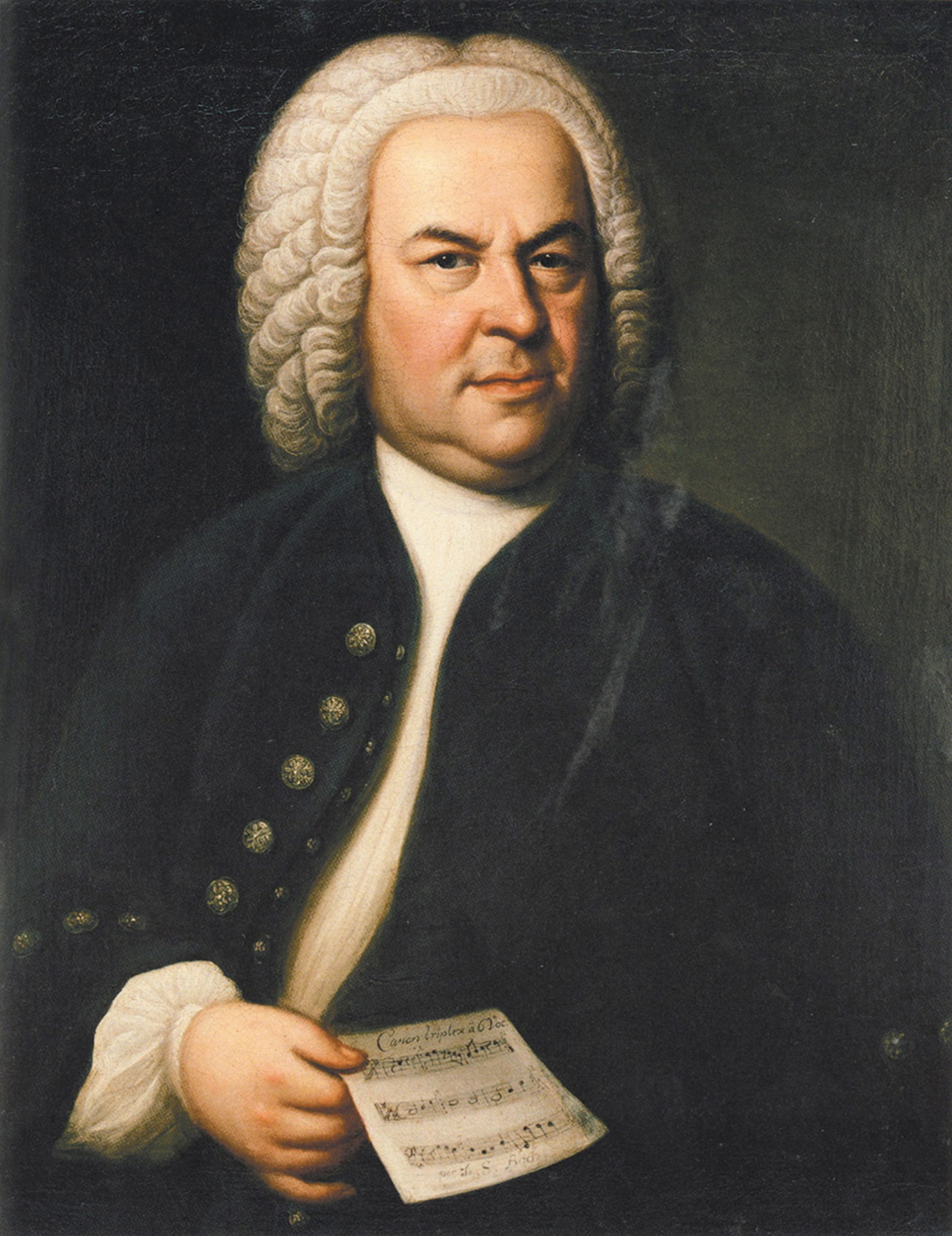
Johann Sebastian Bach

Johann Sebastian Bach (Eisenach, 31 marzo 1685 – Lipsia, 28 luglio 1750) fu un compositore tedesco e organista del periodo barocco, universalmente considerato uno dei più grandi geni della musica di tutti i tempi.
Le sue opere sono famose per profondità intellettuale, padronanza dei mezzi tecnici ed espressivi, bellezza artistica e sono state di ispirazione per la gran parte dei compositori che si sono susseguiti nella tradizione europea.
Il contributo di Johann Sebastian Bach alla musica o, per utilizzare un'espressione resa popolare dal suo allievo Lorenz Christoph Mizler, alla "scienza della musica", è di frequente paragonato al contributo di William Shakespeare alla letteratura inglese e di Isaac Newton alla fisica. Durante la sua vita, egli compose oltre 1000 opere. La sua raccolta di preludi e fughe chiamata Il clavicembalo ben temperato costituisce un repertorio monumentale e definitivo per quello che riguarda lo stato della forma detta fuga in ambito barocco. Esplorò compiutamente la possibilità di eseguire sulla tastiera composizioni in tutte le 24 tonalità maggiori e minori, come risultato dell'abbandono del sistema di accordatura mesotonica a favore dei cosiddetti "buoni temperamenti" (che precorsero la successiva adozione, nel corso del XIX secolo, del temperamento equabile).

### Georg Friedrich Händel

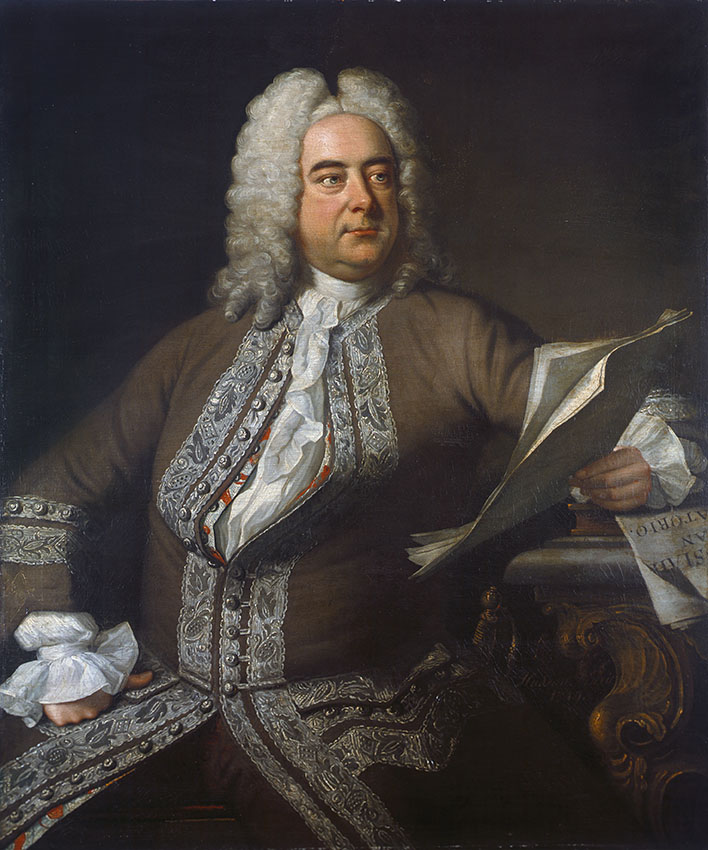
Georg Friedrich Händel

Georg Friedrich Händel (Halle, 23 febbraio 1685 – Londra, 14 aprile 1759) fu uno dei maggiori compositori del XVIII secolo. In passato il nome veniva trascritto come George Frideric Handel, o Haendel o ancora, ma meno di frequente, Hendel.
Nacque nella città di Halle, nella regione tedesca della Sassonia, da una famiglia borghese (il padre era un barbiere-cerusico) e trascorse gran parte della vita all'estero, frequentando numerose corti europee. Morì a Londra all'età di settantaquattro anni.
Händel visse dal 1706 al 1710 in Italia, dove raffinò la sua tecnica compositiva, adattandola a testi in italiano; rappresentò opere nei teatri di Firenze, Roma, Napoli e Venezia e conobbe musicisti coevi come Scarlatti, Corelli, Marcello. A Roma fu al servizio del cardinale Pietro Ottoboni, mecenate anche di Corelli e Juvarra.
Dopo essere stato per breve tempo direttore musicale alla corte di Hannover, nel 1711 si trasferisce a Londra per rappresentarvi Rinaldo, che riscuote un notevole successo. A Londra Händel decide così di stabilirsi e fondare un teatro reale dell'opera, che sarà conosciuto come Royal Academy of Music. Fra il 1720 e il 1728, scriverà per questo teatro quattordici opere.
Händel compose quarantadue opere di genere serio per il teatro diventate famose (e molte delle quali tutt'oggi rappresentate in tutto il mondo). Fu autore anche di ventiquattro oratori altrettanto celebri (incluso il suo capolavoro Messiah). Scrisse poi molte pagine di musica per orchestra. Tra esse comprendevano anthem, sorta di inni celebrativi, e sonate sacre, oltre a centoventi cantate, diciotto concerti grossi, dodici concerti per organo e trentanove fra sonate, fughe, suite per clavicembalo.

### Altri compositori
Il panorama della musica in quest'epoca non era certo ristretto ai cinque compositori sopra ricordati. Nel secolo e mezzo di evoluzione che contraddistingue l'epoca barocca, emersero paradigmi musicali estremamente eterogenei: fu questa l'epoca in cui vennero codificati o fondamentalmente rivisitati alcuni fra gli stili e le forme musicali fondamentali nella musica classica, come il concerto, l'opera lirica e gran parte della musica sacra.
Per ciò che riguarda il concerto grosso fondamentale è stato l'apporto di Händel, ma anche di Francesco Geminiani, di Pietro Locatelli e dell'iniziatore del genere Arcangelo Corelli, la cui op. 6 è considerata una delle massime espressioni. Ancora nel campo della musica strumentale bisogna ricordare l'opera di Georg Philipp Telemann che i suoi contemporanei consideravano il massimo musicista tedesco (assai più che non Bach, come si ricorda sopra).
Nel caso del concerto solista il nome di Vivaldi è quello che più facilmente viene citato, ma altri artisti a lui contemporanei contribuirono in modo fondamentale nello sviluppo di questi stile, fra i quali non si possono non ricordare Tomaso Albinoni, Benedetto Marcello e l'iniziatore del genere Giuseppe Torelli.

#### In Italia
- Tomaso Albinoni
- Vincenzo Albrici
- Attilio Ariosti
- Giuseppe Antonio Bernabei
- Andrea Bernasconi
- Giovanni Bononcini
- Francesco Antonio Bonporti
- Giovanni Bontempi
- Antonio Caldara
- Giacomo Carissimi
- Francesco Cavalli
- Arcangelo Corelli
- Francesco Durante
- Giovanni Battista Ferrandini
- Girolamo Frescobaldi
- Francesco Geminiani
- Giovanni Girolamo Kapsberger
- Giovanni Legrenzi
- Leonardo Leo
- Pietro Locatelli
- Antonio Lotti
- Francesco Onofrio Manfredini
- Alessandro Marcello
- Benedetto Marcello
- Claudio Monteverdi
- Giovanni Battista Pergolesi
- Giacomo Antonio Perti
- Nicola Porpora
- Giovanni Giacomo Porro
- Giovanni Porta
- Alessandro Scarlatti
- Domenico Scarlatti
- Agostino Steffani
- Alessandro Stradella
- Barbara Strozzi
- Giuseppe Tartini
- Giuseppe Torelli
- Pietro Torri
- Francesco Maria Veracini
- Antonio Vivaldi

#### In Francia
- André Campra
- Marc-Antoine Charpentier
- Louis-Nicolas Clérambault
- François Couperin
- Jean-Henri d'Anglebert
- Jean-François Dandrieu
- Michel-Richard Delalande
- Antoine Forqueray
- Jean-Henri d'Anglebert
- Jean-Marie Leclair
- Jean-Baptiste Lully
- Marin Marais
- André Danican Philidor
- Jean-Joseph de Mondonville
- François-André Danican Philidor
- François Danican Philidor
- Pierre Danican Philidor
- Jean Danican Philidor
- Michel I Danican Philidor
- Michel II Danican Philidor
- Jacques Danican Philidor
- Anne Danican Philidor
- Pierre Danican Philidor
- Jean-Philippe Rameau
- Monsieur de Sainte Colombe

#### In Germania
- Johann Sebastian Bach
- Dietrich Buxtehude
- Heinrich Ignaz Franz Biber
- Gottfried Kirchhoff
- Reinhard Keiser
- Johann Christoph Graupner
- Johann Samuel Endler
- Philipp Heinrich Erlebach
- Johann Christoph Graupner
- Johann Kaspar Kerll
- Johann Jakob Froberger
- Johann Pachelbel
- Samuel Scheidt
- Johann Hermann Schein
- Heinrich Schütz
- Georg Philipp Telemann
- Sylvius Leopold Weiss
- Friedrich Wilhelm Zachow

#### In Inghilterra
- John Blow
- John Jenkins
- Georg Friedrich Händel
- Henry Purcell
- Daniel Purcell
- Thomas Weelkes

#### In Spagna
- José de Nebra
- Gaspar Sanz
- Antonio Soler
- Antonio de Literes

#### Nelle Fiandre
- Henry Du Mont
- Joseph-Hector Fiocco
- Pietro Antonio Fiocco
- Jean-Noël Hamal
- Jan Pieterszoon Sweelinck
- Pierre Van Maldere

#### In altri paesi
- Jan Dismas Zelenka
- Razek François Bitar
- Adam Michna z Otradovic
- Pavel Josef Vejvanovský
- Bohuslav Matěj Černohorský
- Šimon Brixi

### Tavola diacronica dei compositori barocchi
Qui di seguito sono raggruppati dei compositori barocchi per data di nascita secondo le periodizzazioni fatte da Suzanne Clercx.
| Primo Barocco (1550-1600) | Giulio Caccini, Paolo Quagliati, Francesco Mannelli, Adriano Banchieri, Giovanni Bassano, Felice Anerio, Giovanni Bernardino Nanino, Dario Castello, Jacopo Peri, Jacopo Corsi, Mikołaj Zieleński, Hans Leo Hassler, Jan Pieterszoon Sweelinck, John Bull, John Dowland, Jean Titelouze, Lodovico Grossi da Viadana, Ascanio Mayone, Giles Farnaby, Alessandro Piccinini, Agostino Guerrieri, Thomas Campion, Giovanni Francesco Anerio, Claudio Monteverdi, Christian Erbach, Giovanni Paolo Cima, Salamone Rossi, Michael Praetorius, Giovanni Picchi, Joan Pau Pujol, Alessandro Grandi, Giovanni Maria Trabaci, Thomas Weelkes, Agostino Agazzari, Giovanni Girolamo Kapsberger, Thomas Simpson, Sigismondo d'India, Giovanni Valentini, Gregorio Allegri, Orlando Gibbons, Robert Johnson, Girolamo Frescobaldi, Antonio Cifra, Nicolò Corradini, Manuel Machado, Heinrich Schütz, Stefano Landi, Claudio Saracini, Francesca Caccini, Samuel Scheidt, Juan Gutiérrez de Padilla, John Jenkins, Claudia Rusca, Tarquinio Merula, Giovanni Battista Buonamente, Heinrich Scheidemann, Biagio Marini, Giovanni Rovetta, Luigi Rossi, Johann Crüger, Charles Racquet, Giovanni Battista Fontana |
| Medio Barocco (1600-1700) | Marcin Mielczewski, Giovanni Felice Sances, Girolamo Fantini, Francesco Cavalli, Guillame Dumanoir (senior), Guillame Dumanoir (junior), Giovanni IV del Portogallo, Marco Uccellini, Giacomo Carissimi, Michel Lambert, Daniel Speer, Andreas Hammerschmidt, Marc'Antonio Pasqualini, Franz Tunder, Johann Jakob Froberger, Henry Cooke, Barbara Strozzi, Johann Heinrich Schmelzer, Isabella Leonarda, Antonio Cesti, Johann Adam Reincken, François Roberday, Robert Cambert, Jean-Henri d'Anglebert, Antonio Sartorio, Nicolas Lebègue, Monsieur de Sainte Colombe, Vincenzo Albrici, Sebastian Anton Scherer, Pietro Simone Agostini, Dietrich Buxtehude, Bernardo Pasquini, Giovanni Buonaventura Viviani, Pavel Josef Vejvanovský, Giovanni Battista Draghi, Gaspar Sanz, Paolo Lorenzani, Antonia Bembo, Marc-Antoine Charpentier, Johann Anton Losy van Losymthal, Alessandro Stradella, Ignazio Albertini, Heinrich Ignaz Franz Biber, Andreas Werckmeister, Sebastiano Cherici, Giovanni Maria Capelli, John Blow, Bernardo Storace, Bartłomiej Pękiel, Petronio Franceschini, Cataldo Amodei, Robert de Visée, Pietro Torri, Domenico Gabrielli, Johann Pachelbel, Georg Muffat, Arcangelo Corelli, Carlo Francesco Pollarolo, Johann Paul von Westhoff, Marin Marais, Georg von Reutter (padre), Martino Bitti, Giovanni Battista Bassani, Gaetano Greco, Giuseppe Torelli, Henry Purcell, Francesco Antonio Pistocchi, Antonio Veracini, Rosa Giacinta Badalla, Johann Kuhnau, Alessandro Scarlatti, Gottfried Finger, Johann Joseph Fux, André Campra, Francesco Gasparini, Georg Böhm, Giacomo Antonio Perti, Nicolaus Bruhns, Élisabeth Jacquet de La Guerre, Jean-Baptiste Lully, Francesc Valls, Johann Heinrich Buttstedt, Attilio Ariosti, Antonio Lotti, François Couperin, Giorgio Gentili, Louis Marchand, Alessandro Marcello, Antonio Caldara, Turlough O'Carolan, Giovanni Bononcini, Tomaso Albinoni, Nicolas de Grigny, Jeremiah Clarke, Reinhard Keiser, Jacques Hotteterre, Bartolomeo Cordans, Louis-Nicolas Clérambault, Johann Ludwig Bach, Antonio Vivaldi, Jan Dismas Zelenka, Pietro Filippo Scarlatti, Jean-Baptiste Loeillet, Johann Mattheson, Georg Philipp Telemann, Giuseppe Valentini, Johann David Heinichen, Jean-Philippe Rameau, Johann Gottfried Walther, Lodovico Giustini, Johann Sebastian Bach, Giuseppe Matteo Alberti, Domenico Scarlatti, Georg Friedrich Händel, Benedetto Marcello, Sylvius Leopold Weiss, Nicola Porpora, Johann Georg Pisendel, Francesco Geminiani, Camilla de Rossi, Fortunato Chelleri, Joseph Bodin de Boismortier, Pietro Baldassare, Francesco Maria Veracini, Giovanni Alberto Ristori, Unico Wilhelm van Wassenaer, Giuseppe Tartini, Pietro Locatelli, Johan Helmich Roman, Giuseppe Sammartini, Louis-Claude Daquin, Maurice Greene, Andrea Zani, Jean-Marie Leclair, Adam Falckenhagen, Johann Joachim Quantz, Riccardo Broschi, Johann Adolf Hasse, Cesare Bendinelli, Nicola Matteis, Giovanni Maria Sabino |
| Tardo Barocco (1700-1760) | Giovanni Battista Sammartini, Johann Gottlieb Graun, Carl Heinrich Graun, Giovanni Battista Pescetti, Carlo Cecere, Baldassare Galuppi, Georg von Reutter (figlio), Leonardo Vinci, Charles Avison, Michel Corrette, Guglielmina di Prussia, Giovanni Battista Pergolesi, Domenico Alberti, Thomas Arne, Wilhelm Friedemann Bach, William Boyce, José de Nebra, Antonio Soler, Antonio de Literes, Federico il Grande |